# 玛丽亚·阿尔卡季耶夫娜·利托夫斯卡娅
玛丽亚·阿尔卡季耶夫娜·利托夫斯卡娅（俄语：Мари́я Арка́дьевна Лито́вская，1958年10月25日—）教授是俄罗斯文学家、批评家，1958年10月25日生于斯维尔德洛夫斯克一个职员家庭。1980年毕业于乌拉尔国立大学语文系，1983年通过副博士论文答辩，同年起执教于乌拉尔国立大学语文系苏联文学教研室（今乌拉尔联邦大学二十世纪和二十一世纪俄罗斯文学教研室）。2000年通过博士论文答辩，论文题目为《卡塔耶夫的社会艺术现象》。1998年至2007年任俄罗斯科学院乌拉尔分院历史考古研究所文学史研究室主任。现为乌拉尔联邦大学俄语和俄罗斯文学副博士和博士学位答辩委员会秘书。

## 科研成果
利托夫斯卡娅教授不仅是二十世纪俄罗斯文学、俄罗斯侨民文学、当代文学进程、乌拉尔文学和卡塔耶夫研究专家，还是一系列性别关系问题圆桌会议和研讨会的发起人和组织者。她常年在乌拉尔国立大学讲授二十世纪俄罗斯文学、文学社会学、儿童文学等课程。与布拉热斯合著的《巴若夫百科全书》获2007年巴若夫奖金。